# كازيمير غايدوش
كازيمير غايدوش (مواليد 28 مارس 1934) هو لاعب كرة قدم. يلعب مع منتخب تشيكوسلوفاكيا لكرة القدم. سبق له أن لعب في كأس العالم لكرة القدم مع منتخب بلاده.

## روابط خارجية
- كازيمير غايدوش على موقع الاتحاد الدولي (مؤرشف)  (الإنجليزية)
- كازيمير غايدوش على موقع الاتحاد التشيكي (الإنجليزية)
- كازيمير غايدوش على موقع قاعدة بيانات كرة القدم.إي يو (الإنجليزية)
- كازيمير غايدوش على موقع ناشيونال فوتبول تيمز (الإنجليزية)
- كازيمير غايدوش على موقع Soccerway.com (الإنجليزية)
- كازيمير غايدوش على موقع عالم كرة القدم.نت (الإنجليزية)